# Ctimene plagiata
Ctimene plagiata là một loài bướm đêm trong họ Geometridae.